# Crișănești
Crișănești (în ucraineană Кричово, transliterat: Krîciovo, în maghiară Kricsfalu) este localitatea de reședință a comunei Krîciovo din raionul Teceu, regiunea Transcarpatia, Ucraina.

## Istoric
În localitate își are originea familia nobiliară Stoica, din care au provenit episcopul ortodox Iosif Stoica, vicecomitele Ladislau Stoica, cel care a oprit incursiunea tătară din 1717, precum și episcopul romano-catolic Sigismund Stoica.

## Demografie
Componența lingvistică a localității Krîciovo
     Ucraineană (99,23%)
     Alte limbi (0,74%)
Conform recensământului din 2001, majoritatea populației localității Krîciovo era vorbitoare de ucraineană (99,23%), existând în minoritate și vorbitori de alte limbi.